# سام إرفينغ
سام إرفينغ (بالإنجليزية: Sam Irving)‏ (2 أغسطس 1893 ببلفاست في المملكة المتحدة - 12 ديسمبر 1968 بدندي في المملكة المتحدة) هو مدرب كرة قدم ولاعب كرة قدم بريطاني (وحمل سابقاً جنسية المملكة المتحدة لبريطانيا العظمى وأيرلندا) في مركز نصف الجناح. شارك مع منتخب أيرلندا لكرة القدم. أما مع النوادي، فقد لعب مع تشيلسي وكارديف سيتي ونادي بارتيك ثيسل ونادي بريستول روفيرز ونادي بريستول سيتي ونادي دندي ونادي بليث سبارتانز وEsh Winning F.C. ‏ وShildon A.F.C. ‏.